# Rishon LeZion
Rishon LeZion (Rishon LeZiyyon, "først til Zion") (hebraisk: ראשון לציון) ligger på Israels kystslette ca. 30 km fra Tel Aviv og nord for Rehovot. Byen var oprindelig en landbrugskoloni grundlagt i 1882. Kort tid efter begyndte vindyrkningen i området, og den lagde fundamentet til et af Israels mest kendte og succesfulde vinhuse, Carmel Mizrachi Winery (grundlagt 1887). Byen udviklede sig hurtigt i 1970'erne til en af Israels tættest befolkede byer.
I dag har byen en stor industrizone (mest landbrugsrelateret industri og handel) og adskillige indkøbscentre. Mere end 90% af byens indbyggere er lønmodtagere, der for det meste arbejder i Stor-Tel Aviv.
Rishon LeZion har 249.860(2017)indbyggere.